# Алондра смугастовола
Ало́ндра смугастовола (Calendulauda sabota) — вид горобцеподібних птахів родини жайворонкових (Alaudidae). Мешкає в Південній Африці.

## Опис
Довжина птаха становить 14-15 см, з яких від 4,1 до 4,6 см припадає на хвіст, вага 21-31 г. Довжина дзьоба становить 1,4-1,66 см. Виду не притаманний статевий диморфізм. Тім'я і верхня частина тіла коричневі, поцятковані чорнуватими смужками. Пера на голові мають охристі края. пера на спині мають рудуваті края. Над очима білуваті "брови", які ідуть до потилиці. Через очі проходять темні смуги. Щоки і скроні світло-коричневі, підборіддя і горло білі, лоб і бічні сторони шиї охристі, поцятковані темними смужками. Груди світло-рудувато-коричневі, поцятковані темно-коричневими смужками. Решта нижньої частини тіла світло-коричневі або білі. Махові пера темно-коричневі з вузькими охристими краями, стернові пера охристі. Дзьоб темно-роговий, очі карі.
Смугастоволі алондри здатні імітувати голоси інших видів птахів, зокрема Rhinoptilus africanus, Melaenornis infuscatus, Oenanthe familiaris, Sporopipes squamifrons і Onychognathus nabouroup.

## Підвиди
Виділяють дев'ять підвидів:

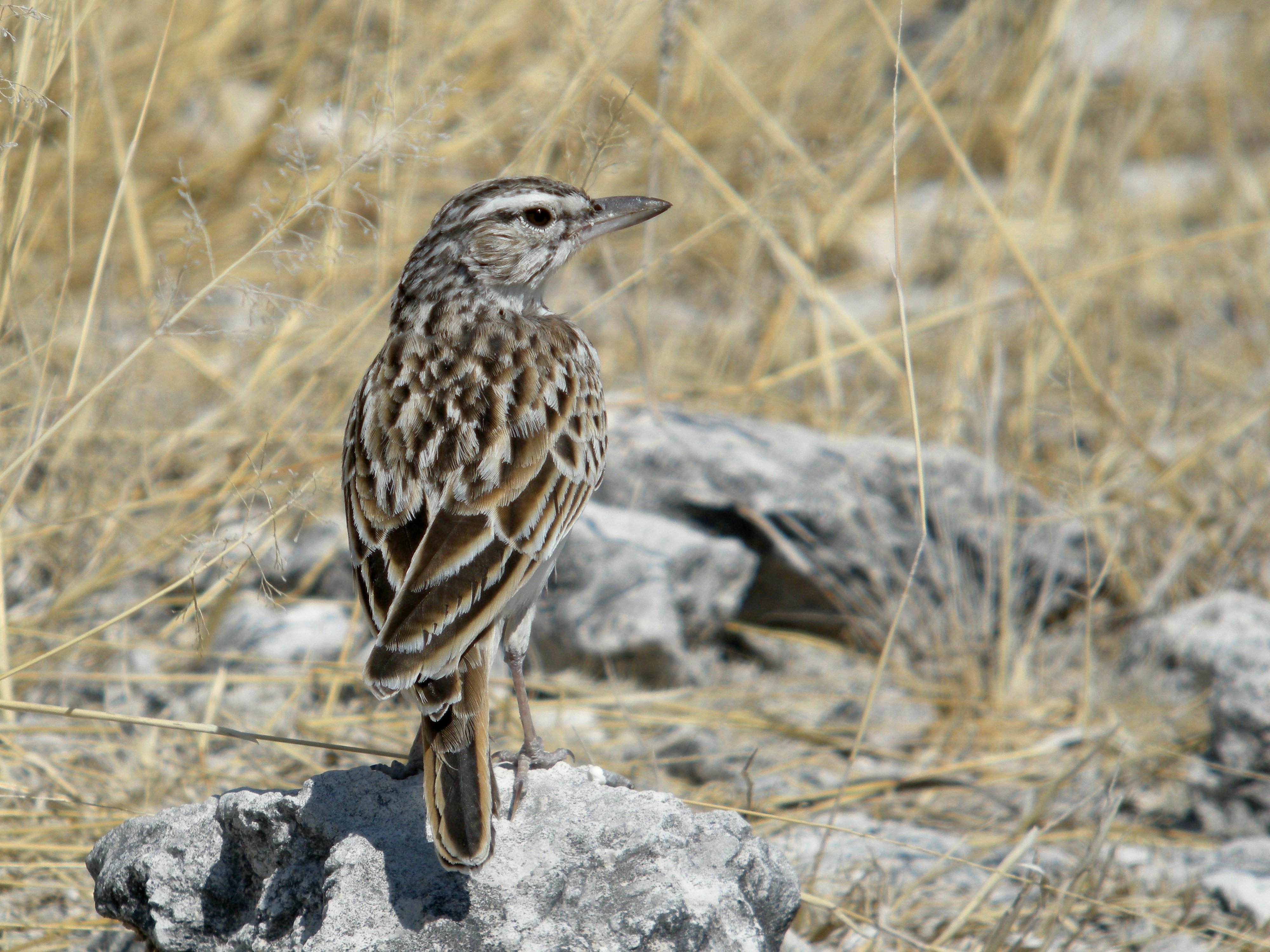
Смугастовола алондра

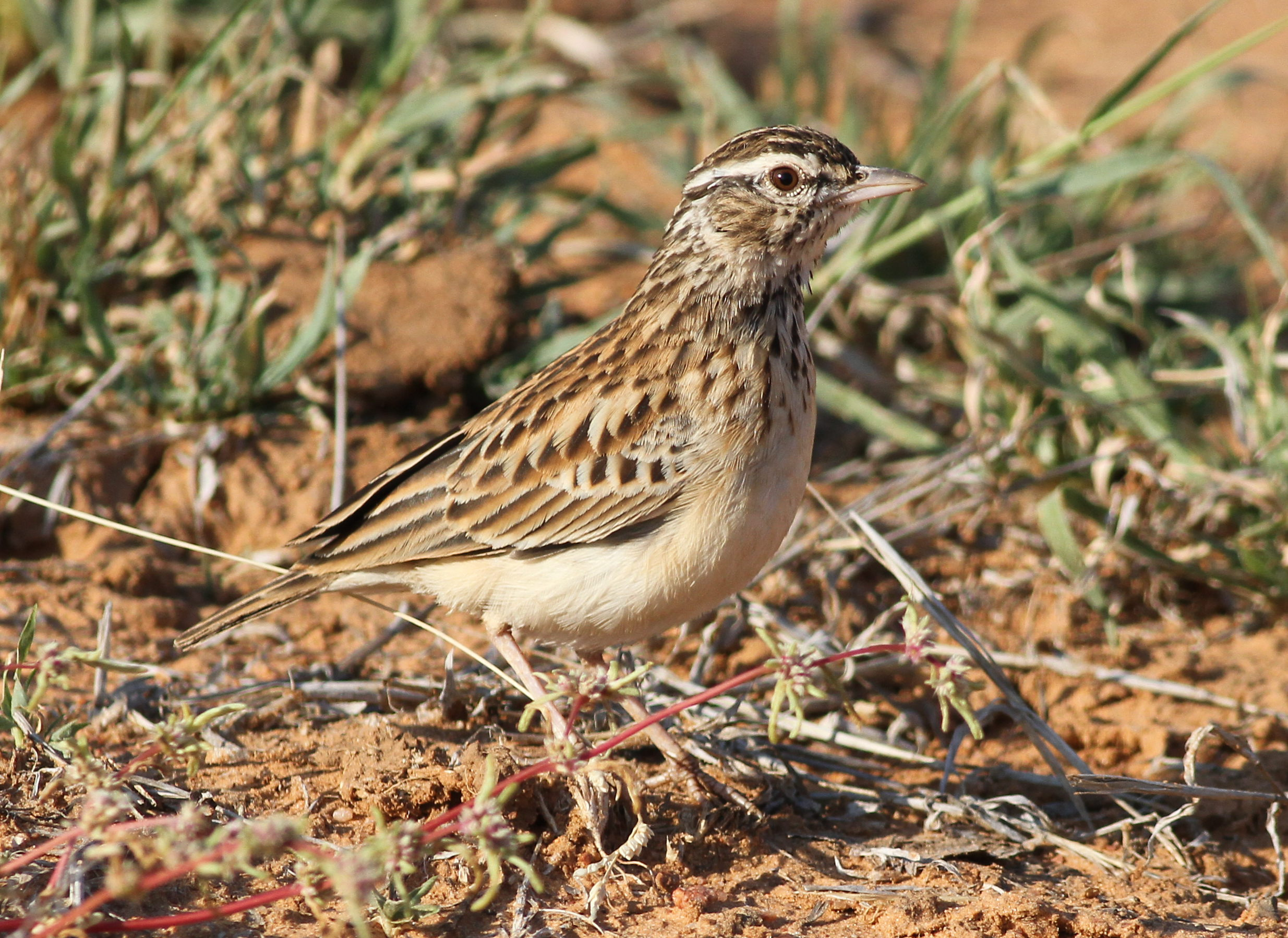
Смугастовола алондра

- C. s. plebeja (Cabanis, 1875) — узбережжя Кабінди (північно-західна Ангола);
- C. s. ansorgei (Sclater, WL, 1926) — західна Ангола;
- C. s. naevia (Strickland, 1853) — північно-західна Намібія;
- C. s. waibeli (Grote, 1922) — північ Намібії і Ботсвани;
- C. s. herero (Roberts, 1936) — південь і центр Намібії, північний захід ПАР;
- C. s. sabota (Smith, A, 1836) — східна Ботсвана, центральне Зімбабве, північний схід ПАР;
- C. s. sabotoides (Roberts, 1932) — центральна і південна Ботсвана, захід Зімбабве, північ ПАР;
- C. s. suffusca (Clancey, 1958) — південний схід Зімбабве, південь Мозамбіку, схід ПАР, Есватіні;
- C. s. bradfieldi (Roberts, 1928) — центр ПАР.

## Поширення і екологія
Смугастоволі алондри мешкають в Анголі, Намібії, Ботсвані, Зімбабве, Мозамбіку, Південно-Африканській Республіці та Есватіні. Вони живуть в саванах, на кам'янистих схилах та в сухих чагарникових заростях на узбережях. Зустрічаються поодинці або парами, живляться комахами, зокрема сараною, термітами і гусінню. Гніздяться на землі. Гніздо чашоподібне, зроблене з сухої трави, сховане серед густої трави. в кладці від 2 до 4 яєць, вага яких становить 2,47 г.